# Garut (Kopo)
Garut is een bestuurslaag in het regentschap Serang van de provincie Banten, Indonesië. Garut telt 4974 inwoners (volkstelling 2010).